# 1225
- Wikisource

| Calendário gregoriano                                                        | 1225 MCCXXV                                            |
| Ab urbe condita                                                              | 1978                                                   |
| Calendário arménio                                                           | 674 – 675                                              |
| Calendário bahá'í                                                            | -619 – -618                                            |
| Calendário budista                                                           | 1769                                                   |
| Calendário chinês                                                            | 3921 – 3922 Início a 10 de fevereiro (aproximadamente) |
| Calendário copta                                                             | 941 – 942                                              |
| Calendário etíope                                                            | 1217 – 1218                                            |
| Calendários hindus - Vikram Samvat - Calendário nacional indiano - Cáli Iuga | 1280 – 1281 1146 – 1147 4325 – 4326                    |
| Calendário Holoceno                                                          | 11225                                                  |
| Calendário islâmico                                                          | 622 – 623                                              |
| Calendário judaico                                                           | 4985 – 4986                                            |
| Calendário persa                                                             | 603 – 604                                              |
| Calendário rúnico                                                            | 1475                                                   |
| Calendário solar tailandês                                                   | 1768                                                   |

1225 (MCCXXV, na numeração romana) foi um ano comum do século XIII do Calendário Juliano, da Era de Cristo, e a sua letra dominical foi E (52 semanas), teve início a uma quarta-feira, terminou também a uma quarta-feira.
No reino de Portugal estava em vigor a Era de César que já contava 1263 anos.
| Ano completo                        |
| ----------------------------------- |
| Ano comum com início à quarta-feira |

## Eventos
- No golfo da Biscaia, perto da Gasconha, é capturada e apresada a caravela portuguesa Cardinal pelo contingente naval inglês.

## Nascimentos
- São Tomás de Aquino, teólogo e filósofo italiano (Roccasecca, 1225 — Fossanova, 7 de Março 1274).
- Afonso Pires Ribeiro m. 1289, Senhor de Parada, cavaleiro medieval, aristocrata e rico-homem português.
- Guy de Dampierre, foi conde da Flandres desde 1257 e de Namur entre 1263 e 1298, m. 1305.
- D. João Afonso Telo de Meneses, 2º senhor de Albuquerque, m. 1268.
- Martim Martins Dade, foi Alcaide-mor de Santarém entre os anos de 1249 e 1284.

## Mortes
- Jebe Noyon, general mongol.
- Azo de Bolonha, jurista italiano.